# Gervaise (film)
Pour les articles homonymes, voir Gervaise.
Pour plus de détails, voir Fiche technique et Distribution.
Gervaise est un film français réalisé par René Clément, sorti en 1956. Il est inspiré du roman L'Assommoir d'Émile Zola.

## Synopsis
Paris, à partir de 1852. Les malheurs et la déchéance de Gervaise, blanchisseuse abandonnée avec ses jeunes fils Étienne et Claude par son amant Lantier. Elle devient la femme de Coupeau, brave ouvrier couvreur qu'un accident voue à l'inaction, à l'alcoolisme et à la maladie. Ils ont une fille, Nana. Malgré son courage et aussi l'amitié et l'amour du forgeron Goujet, Gervaise ne peut lutter contre la dégradation de Coupeau qui saccage la blanchisserie  — durement acquise — qui était sa raison de vivre. La haine et la perfidie de Virginie, à qui la liait une vieille histoire et la condition sociale des ouvriers de l'époque, la font sombrer dans l'alcoolisme, alors que la petite Nana est livrée à elle-même et à la rue.

## Fiche technique
- Réalisation : René Clément, assisté de Claude Clément, Léonard Keigel, Serge Friedman
- Scénario et dialogues : Jean Aurenche et Pierre Bost, d'après le roman d'Émile Zola : L'Assommoir
- Décors : Paul Bertrand, assisté de Roger Briaucourt et James Allan
- Costumes : Antoine Mayo, assisté de Jean Boulet et Jacqueline Guyot
- Photographie : Robert Juillard, assisté de Daniel Diot
- Opérateur : Jacques Robin
- Musique : Georges Auric, direction musicale : Jacques Météhen - Polka de Jean Guélis
- Chanson : Raymond Queneau (paroles), chantée par Maria Lopez
- Effets spéciaux : Gérard Cogan
- Montage : Henri Rust
- Son : Antoine Archimbault
- Maquillage : Boris de Fast, assisté de Georges Klein
- Coiffures : Simone Knapp, assistée de Jeanne Néant
- Photographe de plateau : Roger Corbeau
- Production : Agnès Delahaie Production, Silver Films, Cinémato, C.I.C.C
- Distribution : Corona
- Tournage du 6 août au 29 novembre 1955
- Pays :  France
- Format : Noir et blanc - 1,37:1 - 35 mm - Son mono
- Genre : Drame
- Durée : 111 min
- Date de sortie : 5 septembre 1956 en France

## Distribution
- Maria Schell : Gervaise Macquart, la blanchisseuse
- François Périer : Coupeau, l'ouvrier-couvreur, mari de Gervaise
- Suzy Delair : Virginie Poisson, une rivale de Gervaise
- Armand Mestral : Lantier, l'ancien amant de Gervaise et amant d’Adèle puis de sa sœur Virginie, ex-chapelier "paresseux"
- Maria Lopez : Amanda, la danseuse de cabaret
- Christian Denhez : Étienne (fils de Gervaise et de Lantier) à 8 ans
- Christian Ferez : Étienne à 13 ans
- Chantale Gozzi : Nana jeune (fille de Gervaise et de Coupeau) (non créditée)
- Françoise Héry : Nana à 5 ans (non créditée)
- Patrice Catineaud : Claude (premier fils de Gervaise et de Lantier) à 6 ans (non crédité)
- Jany Holt : Mme Lorilleux
- Mathilde Casadesus : Mme Boche, la concierge
- Florelle : Maman Coupeau, la mère de Coupeau
- Micheline Luccioni : Clémence
- Lucien Hubert : M. Poisson
- Jacques Harden : Goujet, le forgeron amoureux de Gervaise
- Jacques Hilling : M. Boche, le concierge
- Hélène Tossy : Mme Bijard
- Amédée : Mes Bottes, un camarade de Coupeau
- Hubert de Lapparent : M. Lorilleux
- Rachel Devirys : Mme Fauconnier
- Jacqueline Morane : Mme Gaudron
- Yvonne Claudie : Mme Putois
- Georges Paulais : Père Bru
- Gérard Darrieu : Charles, l'ouvrier du lavoir
- Pierre Duverger : M. Gaudron
- Marcelle Féry : la patronne du lavoir
- Denise Péronne : une laveuse
- Simone Duhart : la marchande de poissons
- André Wasley : Père Colombe
- Ariane Lancell : Adèle
- Aram Stéphan : le maire
- Georges Peignot : M. Madinier
- Max Elbèze : Zidore
- Jean Relet : le sergent de ville
- Roger Dalphin : un ouvrier
- Jean Daurand : un ouvrier (non crédité)
- Armand Lurville : le président du tribunal
- Jean Gautrat : Bec Salé
- Michèle Caillaud : Lalie
- Gilbert Sanjakian : le fils Boche à 6 ans
- Yvette Cuvelier : Augustine (employée de la blanchisserie) à 13 ans (non créditée)
- Paul Préboist : un spectateur au cabaret
- Jacques Bertrand : le contremaître de l'usine
- Marie France Brette : la fille Boche
- Rita Cadillac : doublure de Suzy Delair pendant la fessée

## Autour du film
Si Gervaise est appelée par son prénom, Lantier son amant et Coupeau son mari sont désignés uniquement par leur nom. Les prénoms des enfants sont par contre mentionnés. Dans L'Assommoir le prénom de Lantier est Auguste, ce prénom n’apparaît que huit fois (Lantier 254 fois). Coupeau n’a pas de prénom, Goujet non plus.
Le film comporte des différences notables par rapport au roman. Parmi les principales divergences, dans le film, Nana, la fille de Gervaise et Coupeau, reste une petite fille, alors que dans le roman elle devient une jeune femme. L'avancée dans l'âge et la transformation physique de Gervaise ainsi que l'absence de personnages dans le film, notamment la maman de Goujet, femme autoritaire, Mme Lerat, l'autre seour de Coupeau, le père Bazouge, le croque-mort, et Eulalie Bijard, la petite voisine dans l'immeuble qui ne tient qu'un rôle superficiel dans le film, apportent au roman une complexité et des intrigues plus importantes que dans le film.

## Distinctions
- Grand prix pour la meilleure interprétation féminine à la Mostra de Venise 1956
- Grand prix de la presse internationale (Prix FIPRESCI) à la Mostra de Venise 1956
- BAFTA du meilleur film en 1957
- BAFTA du meilleur acteur pour François Périer en 1957